# Чонгтар
Чонгтар або Чонгтар Кангрі (7302 м) — гірська вершина на кордоні Пакистана з Китаєм, на північний захід від Чогорі, 81-ша по висоті вершина в світі.
Перше сходження відбулося під керівництвом Грега Мортімера в 1994 році[джерело?].